# Жиынбая
Жиынбая (каз. Жиынбай, до 2007 г. — Димитрово) — село в Тюлькубасском районе Туркестанской области Казахстана. Входит в состав Кельтемашатского сельского округа. Код КАТО — 516047400.

## Население
В 1999 году население села составляло 658 человек (333 мужчины и 325 женщин). По данным переписи 2009 года, в селе проживало 888 человек (473 мужчины и 415 женщин).